# Triepeolus permixtus
Triepeolus permixtus är en biart som först beskrevs av Cockerell 1923.  Triepeolus permixtus ingår i släktet Triepeolus och familjen långtungebin. Inga underarter finns listade i Catalogue of Life.